# 위디딧
위디딧(Wedidit)은 뉴욕시에 위치한 기업으로, 비영리 단체들이 자금을 얻기 위한 온라인 플랫폼과 모바일 앱을 제공한다. 2012년 설립되었다. 비영리 단체들이 위디딧 모바일 앱을 통해 온라인으로 캠페인을 시작하고 자신들의 웹사이트를 통해 기부금을 모으고 펀드를 모아서 개인적으로 신용 카드를 스캔할 수 있게 한다.

## 역사
위디딧은 수 산니, 벤 램슨, 브라이언 리프에 의해 설립되었다. 처음에 위디딧은 비영리 크라우드펀딩을 위한 온라인 플랫폼으로 시작하였으나 비영리 모금을 위한 소프트웨어와 모바일 앱을 개발하는 데까지 확장했다.

## 같이 보기
- 크라우드펀딩